# FV101 Scorpion
Pour les articles homonymes, voir Scorpion (homonymie).
Le FV101 Scorpion est un blindé léger chenillé de reconnaissance et d'appui-feu britannique issu de la famille des blindés CVR(T).
C'est l'un des blindés chenillés les plus rapides au monde avec le BT-7 soviétique.

## Histoire

### Conception
Il est conçu comme un véhicule de reconnaissance rapide et aéroportable. Le premier prototype de cette série conçu par le Fighting Vehicles Research and Development Establishment, devenu en 1970 le Military Vehicles and Engineering Establishment (en), fut construit le 23 janvier 1969.
Les essais se déroulèrent en Australie, à Abu Dhabi, en Iran et au Canada. Ils furent couronnés de succès. En mai 1970, Alvis reçut une commande pour la production de 2 000 véhicules de la famille, dont les premiers exemplaires furent livrés en 1972 aux régiments du 17e/21e Lancers (à l'époque déployé en Allemagne de l'ouest), bien que le véhicule n'entre officiellement en service qu'en 1973.

### Histoire opérationnelle
Quatre Scorpion, quatre FV-107 Scimitar et un FV-106 Samson de dépannage ont été largement employés par des unités de la Household Cavalry lors de la guerre des Malouines en 1982. Ils étaient d'ailleurs les seuls engins blindés de l'armée britannique en service dans ce conflit. En effet, en raison de leur faible pression au sol due à leur masse limitée, ces chars étaient les seuls à pouvoir circuler sur les sols spongieux des îles Malouines. Un est détruit et un autre endommagé par une mine.
Ses capacités en tout-terrain ont été démontrées lorsqu'un chef de char, sautant de son engin, se noya dans les marécages alors que son Scorpion s'y déplaçait sans problème.[réf. nécessaire]
Il est également déployé à plusieurs dizaines d'exemplaires par l'armée britannique durant la guerre du Golfe de 1991.
L'armée de terre d'Iran les employa durant la guerre Iran-Irak.

### Mutations et retrait du service
Les Scorpion ont été retirés du service au Royaume-Uni au milieu des années 1990 à cause de l'absence d'évacuateur de fumée sur le canon, défaut pouvant provoquer l'intoxication de l'équipage en cas de pressurisation NBC. Les châssis ont été réutilisés avec les tourelles des FV-721 Fox (en) afin de construire un nouveau véhicule de reconnaissance à roues, le Sabre (en), qui ressemble beaucoup au FV-107 Scimitar.
Le blindé canadien AVGP Cougar construit à 195 unités à partir de 1976 utilise la tourelle du Scorpion et son canon de 76 mm jusqu'à son retrait en 2005. 

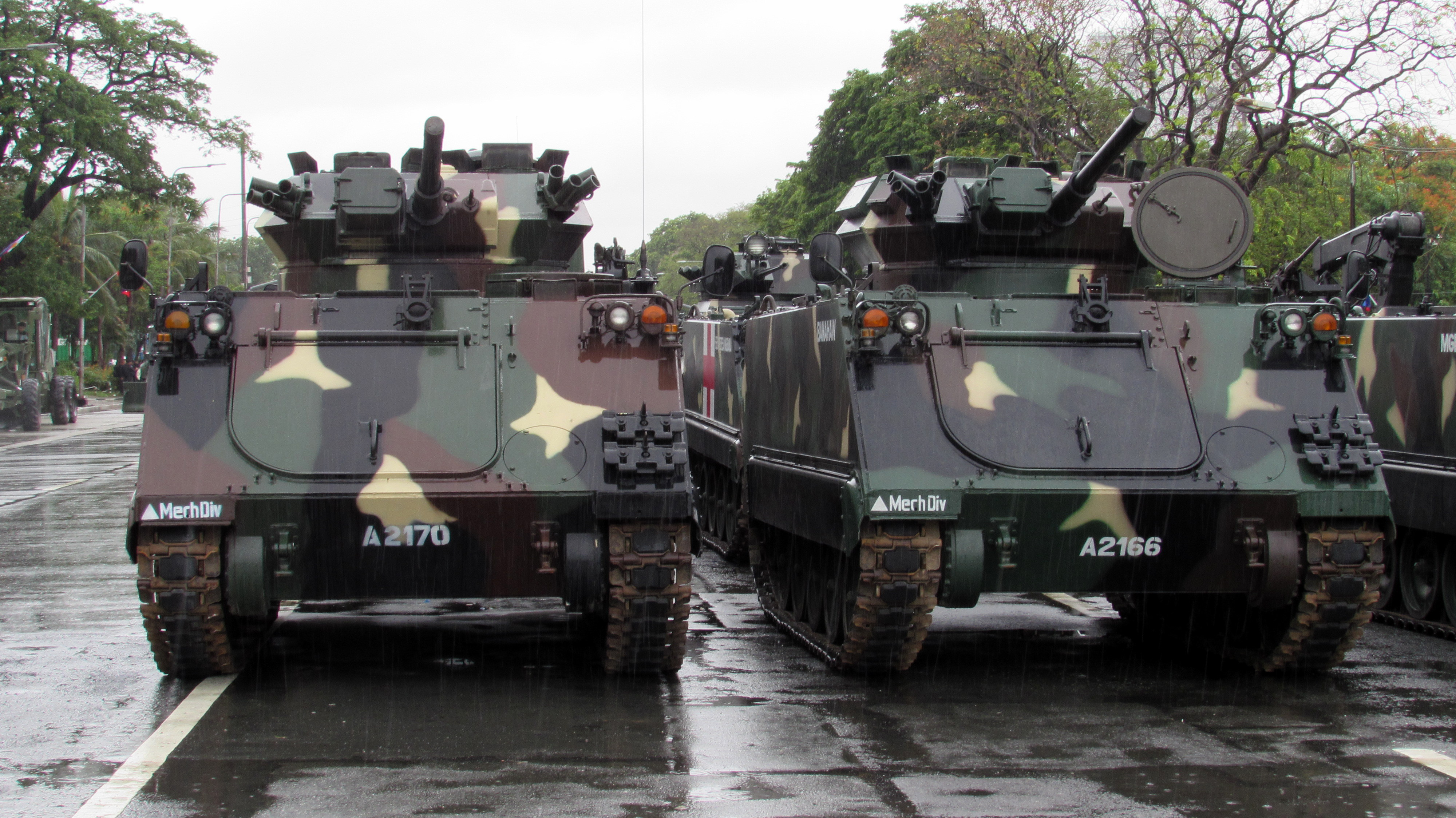
Deux M113 philippins en parade en 2018 avec les canons de 76 mm prélevés sur les Scorpion.

L'Armée philippine en a modernisé plusieurs et prélevé en 2014 les tourelles de 14 Scorpion pour les installer sur des M113.

## Caractéristiques techniques

### Armement
La tourelle biplace du Scorpion est armée d'un canon L23A1 à faible effort de recul d'un calibre de 76 mm. Le canon L23A1 est une version 25% plus légère du canon L5A1 du même calibre armant l'engin blindé de reconnaissance FV601 Saladin (en), également fabriqué par Alvis.
Quarante obus de 76 mm sont emportés, dix sont dans un râtelier prêts à l'emploi. Le système de filtration et de pressurisation NBC installé à l'arrière du châssis peut être démonté pour laisser place à cinq obus supplémentaires.
Le débattement du canon en site est de -10° à +35°, ce qui lui permet de traiter des cibles en zones urbaine ou montagneuse.
Pour des raisons de coûts et de simplicité, le pointage en site et en gisement s'effectue à l'aide de manivelles. Une motorisation électrique a été proposée en option pour les modèles vendus à l'export.
La gamme de munitions de 76,2×230R disponible à l'époque pour le canon L23A1 de 76 mm comporte :
- L29 HESH-T : un obus explosif à tête d'écrasement, il est capable de générer des éclats derrière une plaque de blindage en acier de 100 mm d'épaisseur avec 50 % de chance. Sa vitesse initiale est de 535 m/s pour un poids de 7,4 kg.
- L24 HE : un obus explosif à fragmentation.
- L32 SMK-BE : un obus fumigène au phosphore blanc.
- L42 ILLUM-BE : un obus éclairant.
- L33 Canister (boîte à mitraille) : un obus de défense rapprochée efficace jusqu'à 100 m.

Une mitrailleuse coaxiale L43A1 vient compléter l'armement principal, elle est alimentée par une bande de 200 cartouches. La mitrailleuse est également utilisée comme arme de réglage pour régler le tir afin d'estimer le point d'impact d'un obus de 76 mm. Trois mille à trois mille quatre-cents cartouches sont emportées.
Le Scorpion emporte également un total de dix-huit grenades fumigènes qui sont dépotées depuis des lance-pots fumigènes triples de 66 mm montés de part et d'autre de la tourelle.

### Moyens d'observations et acquisition

#### Chef de char
- Le tourelleau du chef de char comporte une couronne de sept épiscopes.
- Un viseur périscopique binoculaire No. 71, il possède deux grossissements : × 1 et × 10. Le premier offre un champ de vision de 85°.

#### Canonnier
- Deux épiscopes pour l'observation directe aux abords du véhicule.
- Tout comme le chef de char, il dispose également d'un viseur périscopique binoculaire No. 54, mais cette fois-ci avec des grossissements × 1 et × 8.
- Un viseur à intensification de lumière résiduelle Rank Precision Industries SPAV L2A1 ou L3A1 est monté à l'avant droite de la tourelle. Il permet le tir en conditions nocturnes. Il possède deux grossissements : × 1.6 et × 5.8.

#### Chauffeur
- Il dispose d'un unique épiscope offrant un large champ de vision.

### Mobilité
Le Scorpion possède un moteur essence à six cylindres en ligne Jaguar XK à refroidissement liquide d'une puissance de 195 bhp (197 ch) pour une cylindrée est de 4,2 ℓ.
Ce moteur fut choisi pour son rapport puissance-poids avantageux (son bloc moteur étant en aluminium) ainsi que sa disponibilité immédiate sur le marché, le moteur étant alors en production chez Jaguar depuis 1965. 
Afin de garantir son fonctionnement avec des essences à faible indice d'octane, le taux de compression du moteur XK militarisé a été réduit de 9:1 à 7.75:1 et la puissance passa de 265 bhp à 195 bhp. Le bon rapport puissance-poids du Scorpion lui permet d'atteindre la vitesse de  48 km/h en 18 secondes, sa vitesse maximale sur route est de 80 km/h.
Le Scorpion a la particularité de posséder un ventilateur à écoulement mixte (à la fois centrifuge et axial) conçu par Airscrew Fans Ltd, il est particulièrement silencieux grâce à son entraînement par une d'une large courroie d'accessoires dentée.
Le moteur est accouplé à une boîte de vitesses semi-automatique Self-Changing Gears TN 15 qui est une version à échelle réduite de la boîte de vitesses Merritt-Wilson TN 12 utilisée par le char de combat FV4201 Chieftain. 
Cette boîte de vitesses possède sept rapports en marche avant et sept en marche-arrière, le passage des vitesses est effectué à la manière de celle d'une moto, avec une pédale pouvant fournir des impulsions vers le haut et le bas. La boîte intègre une direction dite « régénérative », à triple différentiel. 

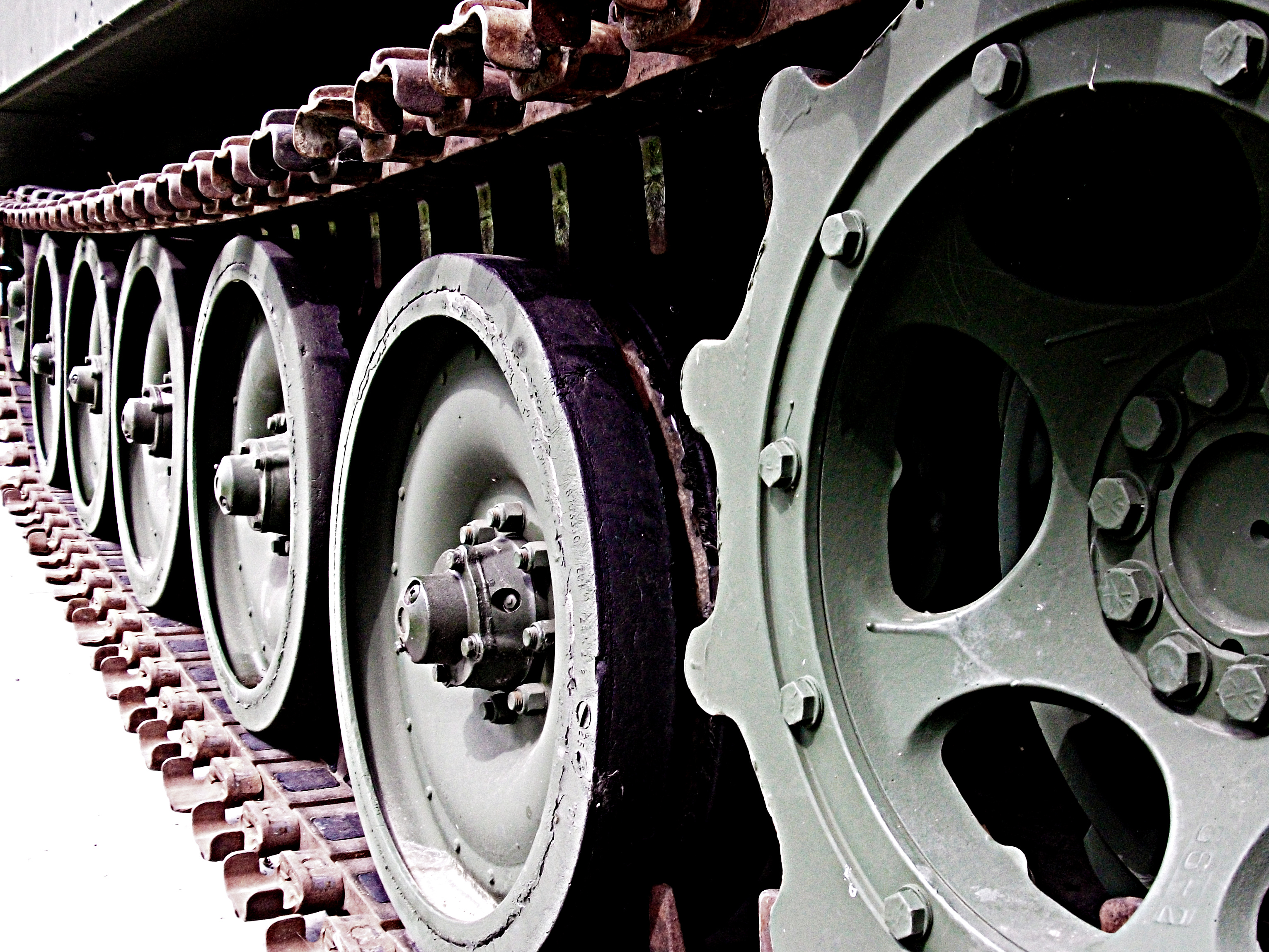
Gros plan sur le train de roulement.

Le train de roulement de type Christie à cinq galets de roulement par chenille, sans rouleaux porteurs. La suspension comprend dix barres de torsion offrant un débattement vertical de 300 mm.
Afin de réduire le bruit du train de roulement, la couronne de chaque barbotin est recouverte d'élastomères de polyuréthane, les galets de roulement en aluminium sont cerclés de bandages en caoutchouc et les maillons de chenille sont recouverts de manchons en caoutchouc.
Le Scorpion est parfaitement amphibie ; une jupe de flottaison escamotable en nylon renforcé pouvant être érigée autour du haut du châssis, les chenilles assurant la propulsion du char dans l'eau à une vitesse de 6,4 km/h.

### Protection
Le châssis et la tourelle du Scorpion sont faites d'un assemblage de tôles soudées en alliage d'aluminium 7039 (zinc-magnésium-aluminium) offrant une protection balistique contre les balles perforantes de 12,7 mm sur l'arc frontal et contre les balles perforantes de 7,62 OTAN sur les flancs et l'arrière du blindé.
Cet alliage 7039 est également utilisé par les blindés américains M551 Sheridan et en partie sur le Bradley.

## Pays utilisateurs

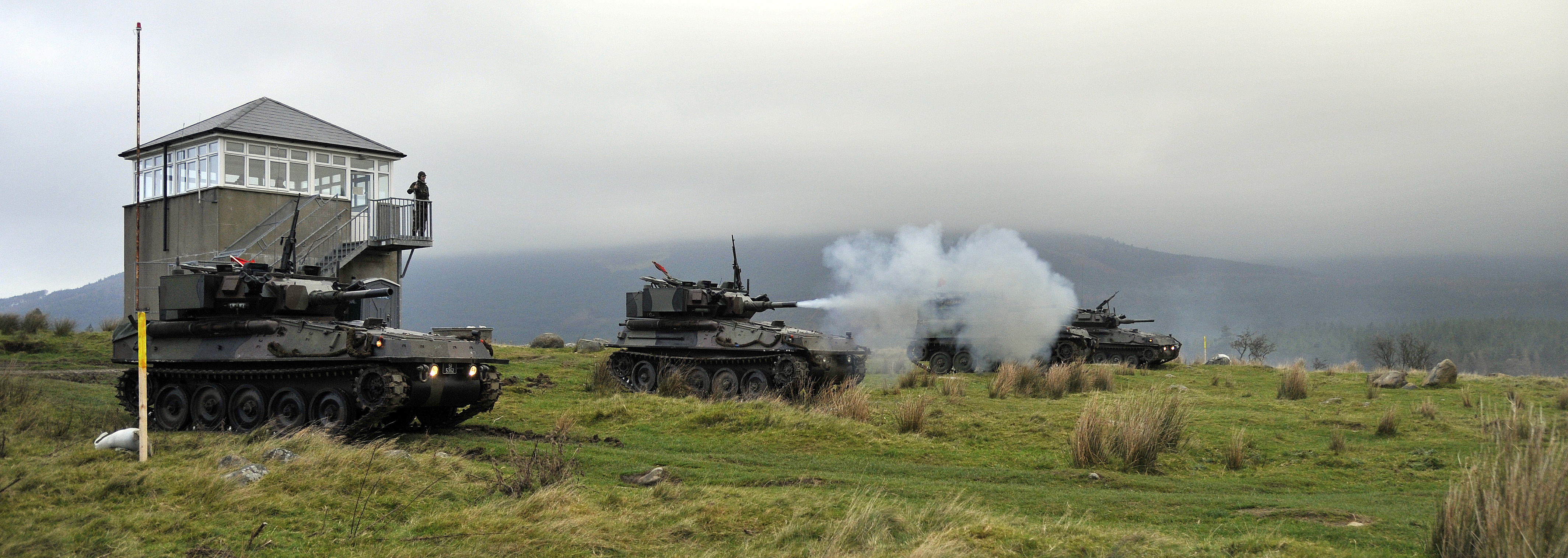
Peloton de FV-101 irlandais en 2013.

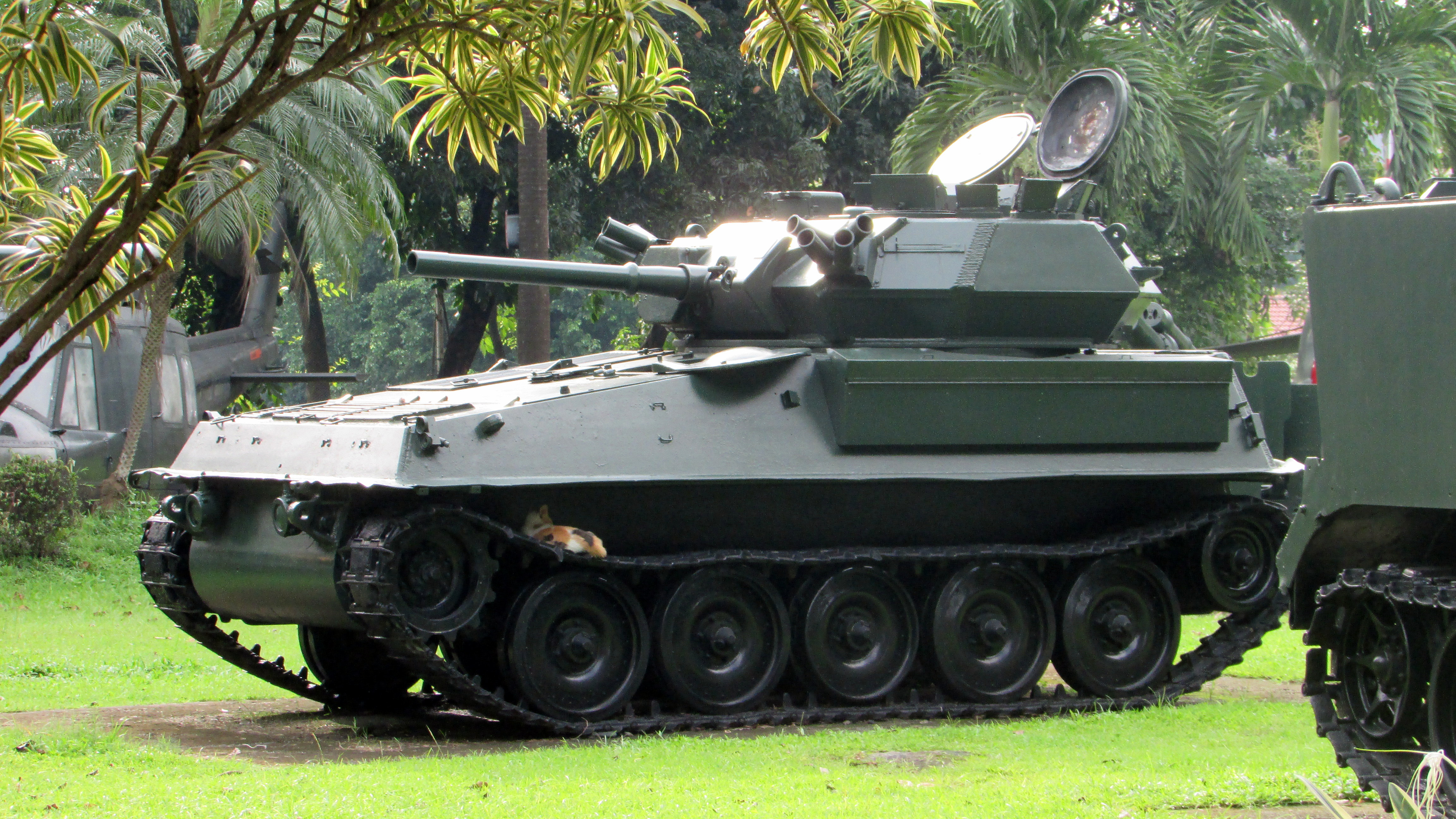
Un Scorpion dans un musée philippin.

- Belgique - 701 Scorpion et véhicules dérivés. Retirés au début des années 2010.
- Botswana
- Brunei
- Chili
- Espagne - 17, un cédé à un musée et le reste vendu à un prix symbolique au Chili.
- Inde
- Indonésie - 100 Scorpion équipés de canons de 90 mm
- Iran
- Irlande
- Jordanie
- Malaisie - 26 Scorpion équipés de canons de 90 mm
- Nigeria - 140 Scorpion
- Nouvelle-Zélande
- Oman
- Philippines - 41 Scorpion
- Royaume-Uni
  -  British Army
  -  régiment de la Royal Air Force
- Thaïlande - 154 Scorpion
- Togo
- Venezuela - 90 Scorpion achetés en 1989 : 78 Scorpion équipés de canons de 90 mm + 6 FV-104 Samaritan + 2 FV-105 Sultan + 4 FV-106 Samson - 75 remis en service en 2021[5]

## Différentes versions

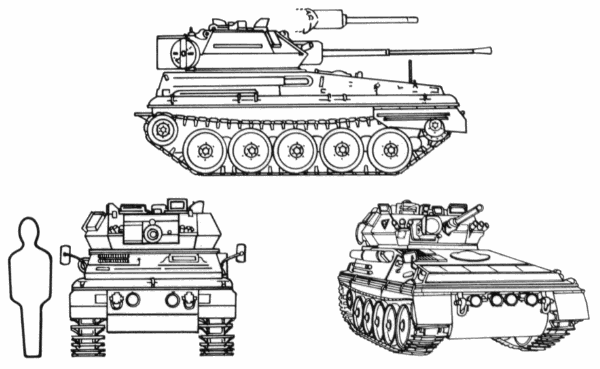
Le Scorpion dans le manuel d'identification de l'armée américaine

Le Scorpion 90 est une version destinée à l'export et équipée d'un canon long de 90 mm Cockerill M.k3 M-A1. Il est reconnaissable à son frein de bouche proéminent. Il équipe les armées indonésienne, malaisienne et vénézuélienne.
Les véhicules de la famille des CVR (T) sont tous dérivés du même châssis.

## Production
Au total, ce sont approximativement 4 000 véhicules de la famille des CVR (T) qui ont été produits au Royaume-Uni et en Belgique jusqu'au milieu des années 1990.

## Culture populaire
- Le Scorpion est le char léger de la GLA dans le jeu Command and Conquer: Generals ainsi que dans son extension Heure H